# Pitoniówka
Pitoniówka – część wsi Kościelisko w Polsce w województwie małopolskim, w powiecie tatrzańskim,  w gminie Kościelisko.
W latach 1975–1998 Pitoniówka administracyjnie należała do województwa nowosądeckiego.